# 凱涅巴省

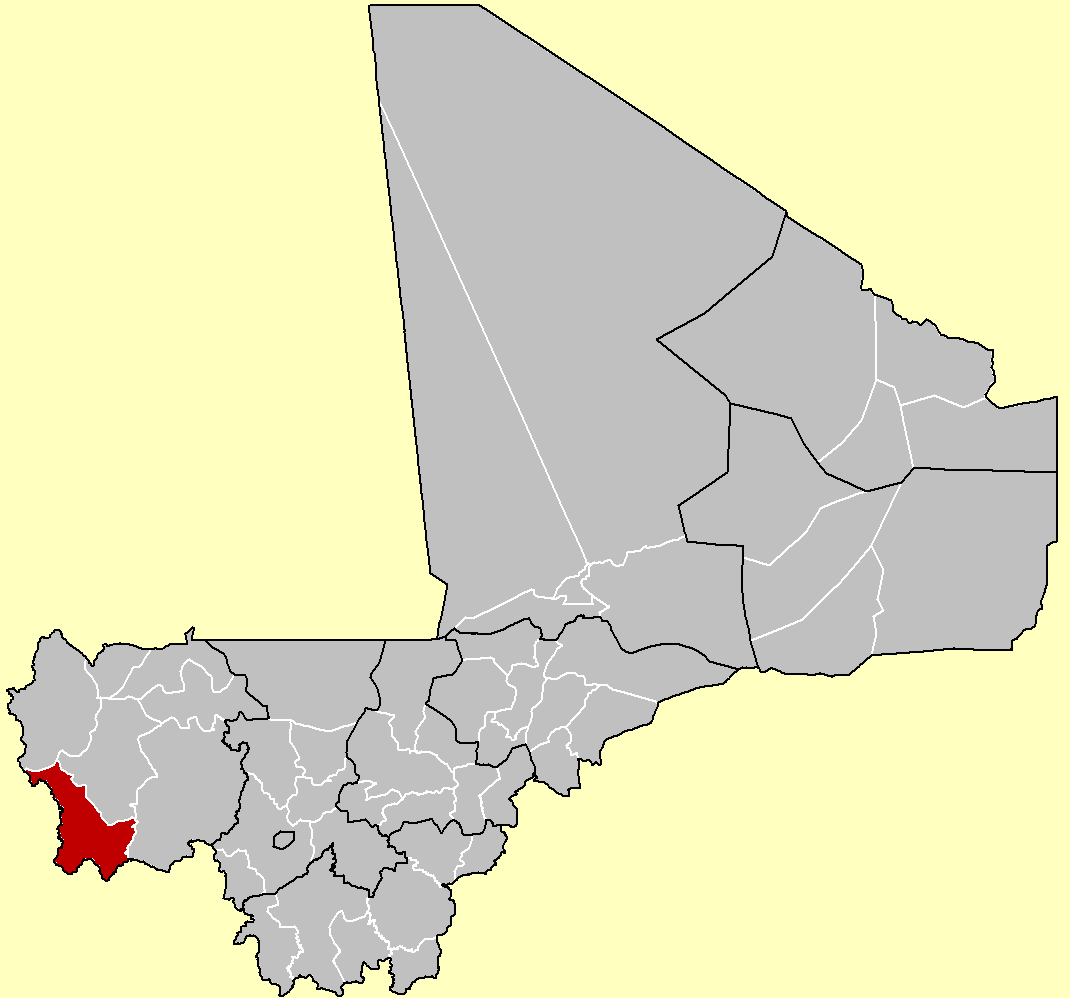

凱涅巴省（法語：Cercle de Kéniéba），是馬里的省份，位於該國西部，由卡伊區負責管轄，首府設於凱涅巴，面積35,250平方公里，2009年人口194,153，該省人口密度每平方公里5.51人。